# 1950年鐵路
此條目列出1950年發生有關鐵路運輸的事件。

## 事件

### 1月
- 1月1日：莫斯科地鐵環狀線高爾基中央文化與休憩公園站至庫爾斯克站通車。此時尚未成環。

### 2月
- 2月5日：第一班聖迭戈及亞利桑那鐵路（英语：San Diego and Arizona Railway）以柴油機車拉動貨列啟用[1]。
- 2月17日：長島鐵路兩列通勤列車在洛克維爾中心（英语：Rockville Centre）迎頭相撞，造成32人死亡158人受傷。

### 5月
- 5月7日至8日；長島鐵路牙買加灣部分發生大火，嚴重破壞跨過牙買加灣的大橋，導致五年後洛克威海灘支線（英语：Rockaway Beach Branch）停運[2]。

### 10月
- 10月1日：斯德哥爾摩地鐵通車。

### 12月
- 12月27日：臺灣鐵路內灣線延長至十分寮車站。